# Nachal Oved
Nachal Oved (hebrejsky: נחל עובד) je vádí v pobřežní nížině v jižním Izraeli. Začíná v nadmořské výšce přes 50 metrů u vesnice Talmej Jafe. Směřuje pak k jihozápadu plochou a zemědělsky využívanou krajinou. Od jihovýchodu přijímá vádí Nachal Gvar'am a od severu Nachal Ge'a. Pak se stáčí k jihu. Vede podél dálnice číslo 4 a železniční vlečky (budoucí železniční trať Aškelon-Beerševa). Z východu míjí vesnici Jad Mordechaj, za ní pak ústí zprava do vádí Nachal Šikma.